# اچ‌ام‌اس والوروس (۱۸۰۴)
اچ‌ام‌اس والوروس (۱۸۰۴) (به انگلیسی: HMS Valorous (1804)) یک کشتی است که طول آن ۱۲۰ فوت (۳۷ متر) بود. این کشتی در سال ۱۸۰۴ میلادی ساخته شد.